# SCOR SE
SCOR SE是法國的一家再保險公司，提供財產、意外和人壽等再保險。它原名是“Société Commerciale de Réassurance”（商業再保險公司），後取首字母縮寫改現名。
該公司旗下的子公司包括提供意外和財產險的SCOR Global P&C、提供人壽險的SCOR Global Life和負責资产管理的SCOR Global Investments。